# Polypodium picoti
Polypodium picoti là một loài dương xỉ trong họ Polypodiaceae. Loài này được Carri mô tả khoa học đầu tiên năm 1886.
Danh pháp khoa học của loài này chưa được làm sáng tỏ. 